# Fabinho (Fußballspieler, 1975)
Fabinho, bürgerlich Fábio de Souza (* 10. April 1975 in Rio de Janeiro, Brasilien) ist ein ehemaliger brasilianischer Fußballspieler und heutiger -trainer.

## Karriere

### Spieler
Fabinho spielte von 1990 bis 1997 im Nachwuchs von Fluminense Rio de Janeiro. Im Alter von 23 Jahren wechselte 1998 Fabinho von Americano FC (RJ) in die Schweiz zum damals zweitklassigen FC Wil. Eine Saison später verließ Fabinho den Verein zu den SR Delémont, wo er für zwei Saisons blieb, zuerst in der höchsten, dann nach einem Abstieg in der zweithöchsten Spielklasse. Im Frühjahr 2001 kehrte Fabinho zum FC Wil zurück. Ein Jahr später stieg Fabinho mit den Wilern in die höchste Schweizer Liga auf. 2004 wurde der Verein mit Fabinho als Captain Cupsieger. Fabinho erzielte im Finalspiel sogar zwei Tore zum 3:2-Sieg. Der Verein stieg aber gleichzeitig in die zweithöchste Liga ab. Fabinho verließ daher den Verein zum Lokalrivalen FC St. Gallen. Nach zwei Saisons bei den Espen wechselte Fabinho zum FC Schaffhausen, der damals in der NLA spielte. Nach einem Jahr zog es den mittlerweile 32-jährigen Fabinho weiter zum FC Herisau, wo er seine Karriere als aktiver Spieler beendete. Fabinho spielte anschließend noch in der Seniorenmannschaft des FC Wil. Seit 2016 ist er außerdem Ehrenmitglied des Vereins (Breitensportabteilung).

### Trainer
Von 2008 bis 2009 sammelte Fabinho erste Erfahrungen als Trainer im Nachwuchsbereich, als er die U-12 des Team Appenzells trainierte. Ab 2009 war er Assistenztrainer beim FC Herisau, ab 2010 war er Hauptrainer der Appenzeller, einen Posten, den er bis 2017 innehatte. Ab 2013 war er außerdem E-Juniorentrainer beim FC Wil. 2018 wurde Fabinho Trainer der U-20 des FC Wil. 2018 gewann er mit dem Team den lokal bedeutenden Bazenheider Cup.

## Privates
Fabinho ist verheiratet, hat zwei Kinder, wohnt in Wilen TG und arbeitet in der Immobilienbranche.

## Erfolge
FC Wil
- Schweizer Cup (2003/04)